# Кхабеккикахар
Кхабеккикахар (англ. Khabekki Lake, Khabbaki Lake) — мелководное солоноватое озеро в одной из долин Соляного хребта на северо-востоке Пакистана. Располагается на территории округа Хушаб в провинции Пенджаб.
Озеро находится на высоте 740 м над уровнем моря в юго-западной части хребта, на расстоянии 10 км к северо-востоку от населённого пункта Наушахра. Площадь — около 2,83 км².
Озеро подпитывается атмосферными осадками и несколькими небольшими пересыхающими водотоками.
В 1976 году озеро было включено в перечень водно-болотных угодий международного значения, подпадающих под действие Рамсарской конвенции, а в 1996 году вошло в состав водно-болотного комплекса Учхали.